# Thác Tà Lâm
Thác Tà Lâm là thác trên suối Văng Xá ở vùng đất thị trấn Mường Khương huyện Mường Khương, tỉnh Lào Cai, Việt Nam.
Thác là một trong những thắng cảnh du lịch nổi tiếng tại huyện Mường Khương. Thác cách trung tâm thị trấn Mường Khương cỡ 3 km về phía tây nam, gần đầu đường tới xã Nậm Chảy.
Đường đi từ thành phố Lào Cai lên theo Quốc lộ 4D đến ngã ba Sả Pả 10 thì rẽ trái theo đường huyện, đi cỡ nửa km gặp cầu bắc qua suối Văng Xá. Thác ở phía thượng nguồn.
Thác Tà Lâm cùng với Động Hàm Rồng 22°46′01″B 104°07′40″Đ / 22,766983°B 104,127677°Đ  ở thị trấn Mường Khương hợp thành nhóm các điểm tham quan kỳ thú ở vùng cao biên giới Lào Cai.

## Suối Văng Xá
Suối Văng Xá là suối trong lưu vực sông Nậm Thi trong hệ thống sông Hồng.
Suối Văng Xá bắt nguồn từ các suối ở dãy núi trên biên giới Việt - Trung ở phía tây bắc thị trấn Mường Khương. Suối chảy hướng nam, qua xã Thanh Bình.
Tới các xã Nậm Chảy và Lùng Vai suối Văng Xá 22°38′46″B 104°03′10″Đ / 22,646058°B 104,052723°Đ đổ vào Suối Nậm Chảy.
Từ đó suối Nậm Chảy đổ vào Sông Bá Kết (hay Sông Pạc Chí Hồ) ở xã Bản Lầu. Tới xã Bản Phiệt thì Sông Bá Kết đổ vào Nậm Thi.

## Nhầm lẫn địa danh
Chú ý là đến năm 2019 các bản giới thiệu về thác Tà Lâm, như "Vẻ đẹp thác Tà Lâm Mường Khương" của Truyền thông huyện Mường Khương , hay "Thác Tà Lâm ở Lào Cai" của Báo Thanh Niên , Trang tin Dulich Vietnam ,... đều đã nhầm lẫn khi viết rằng "Thác Tà Lâm là ngọn thác nguồn đẹp nổi tiếng trên sông Nậm Thi". Giới thiệu đúng về thác là báo Dân Trí: "Tà Lâm (đầu đường ô tô Mường Khương đi Nậm Chảy)".
Thực tế là dòng Nậm Thi còn cách thác Tà Lâm trên 25 km đường thẳng 22°32′20″B 104°00′17″Đ / 22,538825°B 104,004849°Đ.
Nậm Thi là dòng sông chảy từ Trung Quốc, chảy đến tỉnh Lào Cai nước Việt Nam là đường biên giới tự nhiên cho hai nước Việt Trung. Đoạn sông này dài cỡ 8,5 km, ở xã Bản Phiệt và thành phố Lào Cai, không có đoạn nào chạm tới huyện Mường Khương.